# Eclissi solare del 21 giugno 1982
L'eclissi solare del 21 giugno 1982 è stato un evento astronomico che ha avuto luogo il suddetto giorno attorno alle ore 12:04 UTC. Tale evento ha avuto luogo nell'Africa meridionale e nelle aree circostanti. L'eclissi del 21 giugno 1982 è diventata la seconda eclissi solare nel 1982 e la 187ª nel XX secolo. La precedente eclissi solare si è verificata il 25 gennaio 1982, la seguente il 20 luglio 1982.
Solitamente avvengono due eclissi ogni anno. Nel 1982 ne sono avvenute quattro, tutte eclissi parziali. Questa eclissi solare è la seconda della serie ed è avvenuta un mese prima della successiva del 20 luglio 1982.

## Percorso e visibilità
Questa eclissi solare parziale era visibile in Georgia del Sud e Isole Sandwich meridionali, Namibia centro-meridionale, nel Botswana meridionale, nella maggior parte del Sud Africa escluso il nord-est, Lesotho, Swaziland e la punta meridionale del Mozambico.

## Eclissi correlate

### Eclissi solari 1982 - 1985
Questa eclissi è un membro di una serie semestrale. Un'eclissi in una serie semestrale di eclissi solari si ripete approssimativamente ogni 177 giorni e 4 ore (un semestre) in nodi alternati dell'orbita della Luna.